# Georges de la Falaise
Louis Venant Gabriel Le Bailly de La Falaise, més conegut com a Georges de la Falaise, (Luçon, Vendée, 24 de març de 1866 – París, 8 d'abril de 1910) va ser un tirador d'esgrima francès que va competir a cavall del segle xix i el segle xx.
El 1900 va prendre part en els Jocs Olímpics de París, en què guanyà la medalla d'or en la prova de sabre. En les proves d'espasa i espasa amateur-professional finalitzà en quarta posició.
El 1906 disputà les proves d'espasa i espasa per equips als Jocs Intercalats, guanyant la medalla d'or en totes dues.
El 1908 disputà els seus darrers Jocs Olímpics, on fou quart en la prova de sabre per equips i quedà eliminat de primer moment en la de sabre individual.